# Патрика
Па̀трика (на италиански: Patrica) е малко градче и община в Централна Италия, провинция Фрозиноне, регион Лацио. Разположено е на 450 m надморска височина. Населението на общината е 3147 души (към 2010 г.).